# Dorylus bequaerti
Dorylus bequaerti är en myrart som beskrevs av Auguste-Henri Forel 1913. Dorylus bequaerti ingår i släktet Dorylus och familjen myror. Inga underarter finns listade i Catalogue of Life.